# Cuerpo planetario
Un cuerpo planetario u objeto planetario es cualquier cuerpo secundario en el Sistema Solar que está geológicamente diferenciado o en equilibrio hidrostático y, por lo tanto, tiene una geología similar a un planeta: un planeta, un planeta enano o una luna de masa planetaria. 
En 2002, los científicos planetarios Alan Stern y Harold Levison propusieron el siguiente algoritmo para determinar si un objeto en el espacio satisface la definición de un cuerpo planetario. El cuerpo debe: 
1. Tener una masa lo suficientemente baja que en ningún momento (pasado o presente) pueda generar energía en su interior debido a cualquier reacción de cadena de fusión nuclear autosostenida.
2. Ser lo suficientemente grande como para que su forma se determine principalmente por la gravedad en lugar de la resistencia mecánica u otros factores (como la tensión superficial o la velocidad de rotación) en menos de un tiempo de Hubble, para que el cuerpo alcance un estado de equilibrio hidrostático en esta escala de tiempo o más corto. en su interior

Esta definición excluye las enanas marrones y las estrellas, así como los cuerpos pequeños como los planetesimales. 